# Paifve
Paifve (en wallon Paive) est une section de la commune belge de Juprelle située en Région wallonne dans la province de Liège.

## Démographie
- Sources : INS, Rem. : 1831 jusqu'en 1970 = recensements, 1976 = nombre d'habitants au 31 décembre.

## Histoire
Paifve était jadis un des huit villages faisant partie de ce qu’on appelait les « Terres de rédemption ».
Rattachée aux Provinces-Unies par le traité de Fontainebleau en 1785, elle devint une commune du département de l'Ourthe sous le régime français.
C'était une commune à part entière jusqu’à la fusion des communes de 1977.

## Patrimoine et culture

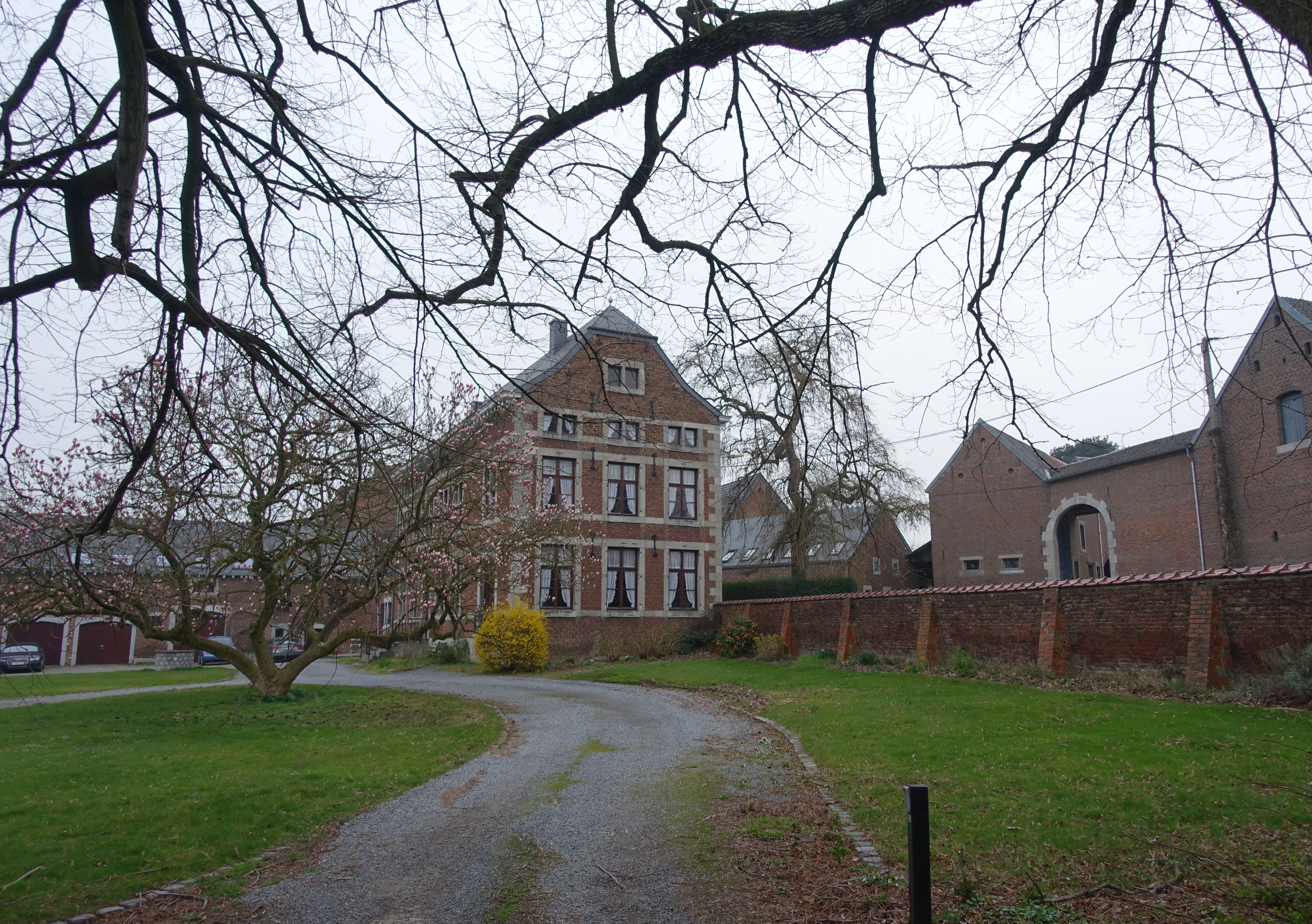
Château-Ferme Là-Bas